# ダマセノン
ダマセノン（英: Damascenones）は化学式C13H18Oで表されるケトンの一種。ダマスコンに似た構造を持つ。二重結合の位置や官能基の種類によりα体、β体、γ体の異性体が知られている。ダマスコンやイオノンとともにローズケトンとも呼ばれ、β-ダマセノンはバラやコーヒーの主要な香気成分の一つである。低濃度でも効果があり、香料原料として利用される。バラの精油に含まれ、カロテノイドの分解によっても生じるが、工業的には、各ダマセノン異性体に対応する1-カルバルデヒド化合物から合成される。

## 生合成
ファルネシル二リン酸（FPP）とイソペンテニル二リン酸（IPP）が反応してゲラニルゲラニル二リン酸（GGPP）が生成後、GGPP二分子の縮合、フィトエン合成酵素（PSY）やフィトエン脱飽和酵素（ＰＤＳ）による一連の反応を経てζ-カロテンが生成する。次にζ-カロテンデサチュラーゼ（ZDS）の一連の作用によりリコピンが生成し、リコピンβ-サイクラーゼによって2回環化されることでβ-カロテンに至る。
その後、β-カロテンは種々の酸化酵素によりビオラキサンチンへと変換され、ネオキサンチン合成酵素（NSY）によりβ-ダマセノンの主な前駆体であるネオキサンチンが生成される。

次に、ネオキサンチンが酸化的に切断されてグラスホッパーケトンが生成し、還元反応を経てアレントリオールに変換される。さらに2回の脱水反応によりアセチレンジオールまたはアレンジオールを経由してβ-ダマセノンが生成する。

なお，アセチレンジオールからβ-ダマセノンが生成する反応機構はマイヤー・シュスター転位として知られている。

## 香気成分
ダマセノンはワインや芋焼酎に含まれ、甘くフルーティーな香りに寄与していることが報告されている。

これらに含まれるダマセノンは、原料であるブドウやサツマイモに含まれる配糖体型前駆体に由来することが判明している。